# La clinica dell'amore
La clinica dell'amore (お元気クリニック?, Ogenki kurinikku, lett. "La clinica del benessere") è un manga hentai disegnato da Haruka Inui a partire dal 1987. Il manga consta di due serie: in Italia la prima è stata pubblicata dalla casa editrice News Market, mentre la seconda dalla Play Press Publishing. Una riedizione è stata pubblicata nel 2019 dalla J-Pop.
È stato pubblicato da NU Hunter Edizioni con la testata Ogenki Clinic-Haruka Inui Fetish Collection.
Nel 1991 è stata tratta dal manga una serie di tre OAV, tradotta in italiano e distribuita in VHS dalla Yamato Video nel 1994, poi trasmessa dal canale satellitare Canal Jimmy nel 2002. Da gennaio 2010 l'anime viene proposto in seconda serata anche dal canale digitale terrestre Dahlia eros e da luglio 2011, sempre in seconda serata anche sul canale Sky Man-ga.

## Trama
La Clinica dell'amore è un consultorio aperto a tutte le persone che soffrono di problemi inerenti alla loro vita sessuale. Questi problemi possono riguardare qualunque aspetto della sfera sessuale, dai problemi fisici a quelli psicologici ai più svariati tipi di feticismo. Sarà compito del dottor Sawaru Ogekurie e della sua assistente Ruko Tatase risolvere queste situazioni.
Il manga si distingue da altri titoli di genere erotico per una forte componente umoristica e a tratti demenziale (si vedano trovate come il gigantesco pene del dottore, provvisto di una faccia uguale alla sua, o l'enorme numero di allusioni sessuali di vario genere), che però si perde leggermente nella seconda serie, mentre le situazioni proposte si fanno più hard, quasi al limite della pornografia.

## Personaggi
- Dott. Sawaru Ogekuri: il protagonista della serie, un dottore incredibilmente esperto in tutto ciò che riguarda la sfera sessuale, ma provvisto di un carattere goliardico e spensierato. La sua è una vera e propria missione, poiché è convinto che il paese possa progredire solo se le persone imparano ad apprezzare la propria vita sessuale. Il dottor Ogekuri è affamato di sesso anche e soprattutto al di fuori del lavoro e vuole provare tutto ciò che è possibile per un essere umano (infatti è anche apparentemente bisessuale). Il suo nome tradotto significa più o meno palpatore di peli di castagna (in riferimento ai genitali femminili). Doppiato da: Sergio Masieri (ed. italiana).
- Ruko Tatase: l'affezionata assistente di Ogekuri, una prosperosa infermiera che condivide in tutto e per tutto il punto di vista del dottore. Solitamente ha un carattere dolce e gentile, ma se si ubriaca diventa un'insensibile ninfomane in grado di soddisfare enormi quantità di uomini. Ruko ha rapporti sessuali col dottore più e più volte nel corso della serie e spesso ciò che fanno è sfruttato dal dottore come "esempio vivente" da mostrare ai suoi pazienti per far capire loro come debbano comportarsi. Ruko desidera il pene del dottore più di ogni altra cosa al mondo (infatti a casa sua ha anche un pupazzo che lo raffigura). Il suo nome, letto alla giapponese (Tatase Ruko) significa all'incirca "ragazza che si fa picchiare" (tataseru ko): Ruko è bisessuale ed è anche un'amante del sadomaso e spesso sfoggia tenute da vera mistress. Inoltre, il verbo "tatase" è in giapponese l'imperativo riflessivo di "tatsu" (mettere diritto), per cui può anche significare "raddrizzalo". Doppiata da:  Marina Massironi (ed. italiana).

Alcuni personaggi ricorrenti:
- Iko Kimochi: amica fin dalle medie di Ruko Tatase, le due sono diventate rivali dopo che Ruko ha guarito il suo ragazzo dall'impotenza, perché dopo la terapia quest'ultimo ha lasciato la sua ragazza per corteggiare Ruko. Successivamente si scoprirà lesbica ed attratta da Ruko,con la quale avra spesso rapporti sessuali. Doppiata da: Cinzia Massironi (ed. italiana)
- Inko Ranmaru: rivale in amore di Ruko Tatase, le due a volte fanno a gara per conquistare il dottore. Non viene mai detto esplicitamente, ma lei è anche la protagonista di Ranmaru XXX, altro manga di Inui. Doppiata da: Patrizia Salmoiraghi (ed. italiana).
- Diane Melon: prostituta statunitense d'alto bordo dai giganteschi seni. Doppiata da: Patrizia Salmoiraghi (ed. italiana).
- Mac Sparalesto: uomo con un grave problema di eiaculazione precoce, guarirà grazie al dott. Ogekuri e soprattutto grazie a Ruko. Sposerà Diane Melon.
- Shona Miruko: Proprietaria dell'edificio della clinica dell'amore, il dottore spesso le paga l'affitto tramite rapporti sessuali con lei.Quando il dottore rimarrà impotente a causa dei numerosi rapporti a cui viene costretto, la donna avrà rapporti sessuali con Ruko, divenendone l'amante. Nel manga è stata disegnata con la pelle e i capelli neri, mentre negli OAV è diventata bianca e bionda. Doppiata da: Benedetta Laurà (ed. italiana).
- John Longbat: un americano amico del dottore, ex-pappone diventato regista di film porno. Il suo nome, tradotto, diventa John Lungamazza.

## Edizione DVD
L'edizione in DVD in Italia è stata distribuita dalla Cecchi Gori ed in seguito ristampata da Yamato Video.
Sulla copertina del DVD c'è scritto "Vietato ai minori di 18 anni" e sul retro con la scritta "Attenzione: Questo film contiene scene di sesso esplicito", ma in realtà il DVD è censurato con dei quadratini (tranne per la versione originale giapponese). Inoltre nell'edizione italiana sono state tolte tutte le scritte in lingua giapponese durante la sigla di apertura e per gli episodi (tranne per i tabelloni e la sigla finale dove la scritta italiana viene inserita sotto impressione). Il DVD contiene sia la lingua italiana che giapponese, ma non presenta i sottotitoli.
Il DVD contiene 12 episodi della durata di 127 minuti, uno collegato tra l'altro, mantenendo i capitoli ma senza che siano allineati agli episodi.

## Episodi
| Nº | Titolo italiano Giapponese 「Kanji」 - Rōmaji | Prima edizione | Prima edizione |
| Nº | Titolo italiano Giapponese 「Kanji」 - Rōmaji | Giapponese     | Italiano       |
| 1  | L'inesaustibile schiavo del sesso 「カルテ1 はてなき性の奴隷」 - Karte 1 hatenaki sei no doreiL'Angelo Rosa 「カルテ2 ピンキー・エンジェル多々瀬」 - Karte 2 pinky angel tataseLa padrona calda 「カルテ3 オーナーはつお〜い」 - Karte 3 owner hatsuoiL'uomo lesbico 「カルテ4 ♂と♀のレズビアン」 - Karte 4 ♂ to ♀ no lesbian                                     | 1991           | 1994           |
| 2  | La grande guerra degli organi sessuali 「カルテ1 性器の大決戦」 - Karte 1 seiki no daikessenTi adoro sorella! 「カルテ2 大好きお姉さま」 - Karte 2 daisuki onee-samaDi più, ancora di più! 「カルテ3 はじめから，もう一度」 - Karte 3 hajime kara, mou ichidoGara del piacere tra maschi e femmine 「カルテ4 ♂と♀の快感くらべ」 - Karte 4 ♂ to ♀ no kaikan kurabe | 1991           | 1994           |
| 3  | Fai l'occhiolino alle lesbiche 「カルテ1 レズにウインク」 - Karte 1 lezu ni winkIl vibratore da amare 「カルテ2 愛しのバイブレーター」 - Karte 2 itoshi no vibratorLa regina del rock 「カルテ3 ロックの女王は不完全燃焼！？」 - Karte 3 rock no joō wa fukanzen nenshō!?Il segreto della mamma 「カルテ4 多々瀬ウエディング」 - Karte 4 tatase wedding           | 1991           | 1994           |

## Film
Nel marzo del 1988 viene prodotto un film intitolato Ogenki Clinic (La clinica dell'amore) basato sul manga-hentai del 1987.
Il film è inedito in Italia.